# فيلي مانو
فيلي مانو (بالإنجليزية: Willie Manu)‏ هو لاعب دوري الرغبي أسترالي، ولد في 20 مارس 1980 في سيدني في أستراليا.